# Puchar Sześciu Narodów U-20 2011
Puchar Sześciu Narodów U-20 2011 – czwarta edycja Pucharu Sześciu Narodów U-20, międzynarodowych rozgrywek w rugby union dla reprezentacji narodowych do lat dwudziestu. Zawody odbyły się w dniach 4 lutego – 18 marca 2011 roku, a zwyciężyła w nich reprezentacja Anglii, która pokonała wszystkich rywali i tym samym zdobyła dodatkowo Wielkiego Szlema.

## Mecze
| 4 lutego 201119:00 | Francja U-20 | 49:5 | Szkocja U-20       | Stade de Venoix, Caen Widzów: 7000 Sędzia: Luke Pearce |
| 4 lutego 201119:00 | Geoffrey Palis 5 (P) Jean-Marc Doussain 15 (3pd 3K) Jean-Pascal Barraque 4 (2pd) Kevin Gimeno 5 (P) Marvin O’Connor 5 (P) Pierre Julien 5 (P) Walter Desmaison 5 (P) William Demotte 5 (P) | 49:5 | Mark Bennett 5 (P) | Stade de Venoix, Caen Widzów: 7000 Sędzia: Luke Pearce |

| 4 lutego 201119:00 | Włochy U-20          | 9:28 | Irlandia U-20                                                    | Stadio XXV Aprile, Parma Sędzia: Neil Hennessy |
| 4 lutego 201119:00 | Marco Gennari 9 (3K) | 9:28 | Craig Gilroy 10 (2P) James Tracy 5 (P) Paddy Jackson 13 (2pd 3K) | Stadio XXV Aprile, Parma Sędzia: Neil Hennessy |

| 5 lutego 201118:30 | Walia U-20                                                       | 20:26 | Anglia U-20                                                                 | Parc y Scarlets, Llanelli Widzów: 2989 Sędzia: Dudley Phillips |
| 5 lutego 201118:30 | Edward Siggery 5 (P) Ben Thomas 5 (P) Matthew Morgan 10 (2pd 2K) | 20:26 | Matt Kvesic 10 (2P) Jamie Elliott 5 (P) Alex Gray 5 (P) George Ford 6 (3pd) | Parc y Scarlets, Llanelli Widzów: 2989 Sędzia: Dudley Phillips |

| 11 lutego 201119:30 | Anglia U-20                                                                                             | 74:3 | Włochy U-20         | The Recreation Ground, Bath Sędzia: Andy Macpherson |
| 11 lutego 201119:30 | Elliot Daly 20 (4P) Andy Short 20 (4P) George Ford 24 (P 8pd K) Alex Gray 5 (P) karne przyłożenie 5 (P) | 74:3 | Marco Gennari 3 (K) | The Recreation Ground, Bath Sędzia: Andy Macpherson |

| 11 lutego 201119:30 | Szkocja U-20       | 3:33 | Walia U-20 | Bridgehaugh Park, Stirling Widzów: 1372 Sędzia: Laurent Cardona |
| 11 lutego 201119:30 | Mark Bennett 3 (K) | 3:33 | Ed Siggery 5 (P) WillGriff John 5 (P) Owen Williams 5 (P) Eli Walker 5 (P) Ieuan Davies 5 (P) Steven Shingler 6 (3pd) Joseff Griffin 2 (pd) | Bridgehaugh Park, Stirling Widzów: 1372 Sędzia: Laurent Cardona |

| 11 lutego 201119:45 | Irlandia U-20                              | 13:38 | Francja U-20 | Dubarry Park, Athlone Sędzia: Giuseppe Vivarini |
| 11 lutego 201119:45 | Niall Annett 5 (P) Paddy Jackson 8 (pd 2K) | 13:38 | Yann Lesgourgues 5 (P) Geoffrey Palis 5 (P) Pierre Bérard 5 (P) Marvin O’Connor 5 (P) Romain Colliat 5 (P) Jules Plisson 5 (P) Jean-Marc Doussain 8 (4pd) | Dubarry Park, Athlone Sędzia: Giuseppe Vivarini |

| 25 lutego 201119:00 | Włochy U-20                                                        | 15:46 | Walia U-20                                                                                           | Stadio San Vito, Cosenza Sędzia: Neil Paterson |
| 25 lutego 201119:00 | Amar Kudin 5 (P) Leonardo Sarto 5 (P) Guglielmo Palazzani 5 (pd K) | 15:46 | Owen Williams 10 (2P) Matthew Morgan 21 (P 5pd 2K) Ben John 5 (P) Kirby Myhill 5 (P) Rob Evans 5 (P) | Stadio San Vito, Cosenza Sędzia: Neil Paterson |

| 25 lutego 201119:30 | Szkocja U-20                                                      | 0:15 | Irlandia U-20 | Caledonian Stadium, Inverness Widzów: 2434 Sędzia: Ian Tempest |
| 25 lutego 201119:30 | Niall Annett 5 (P) karne przyłożenie 5 (P) Paddy Jackson 5 (pd K) | 0:15 |               | Caledonian Stadium, Inverness Widzów: 2434 Sędzia: Ian Tempest |

| 27 lutego 201115:15 | Anglia U-20                                | 19:8 | Francja U-20                     | Sixways Stadium, Worcester Widzów: 3000 |
| 27 lutego 201115:15 | Jamie Elliott 5 (P) George Ford 14 (pd 4K) | 19:8 | Jean-Marc Doussain 3 (K) ? 5 (P) | Sixways Stadium, Worcester Widzów: 3000 |

| 11 marca 201119:00 | Włochy U-20         | 3:25 | Francja U-20                                                                                                   | Stadio San Michele, Calvisano Sędzia: Dudley Phillips |
| 11 marca 201119:00 | Marco Gennari 3 (K) | 3:25 | Jean-Marc Doussain 8 (pd 2K) Sébastien Vahaamahina 5 (P) Jean-Pascal Barraque 7 (P pd) karne przyłożenie 5 (P) | Stadio San Michele, Calvisano Sędzia: Dudley Phillips |

| 11 marca 201119:10 | Walia U-20                                                       | 26:26 | Irlandia U-20                                                                    | Parc y Scarlets, Llanelli Sędzia: Marius Mitrea |
| 11 marca 201119:10 | Adam Warren 5 (P) Owen Williams 5 (P) Matthew Morgan 16 (2pd 4K) | 26:26 | Martin Moore 5 (P) Craig Gilroy 5 (P) David Doyle 5 (P) Paddy Jackson 11 (pd 3K) | Parc y Scarlets, Llanelli Sędzia: Marius Mitrea |

| 11 marca 201120:00 | Anglia U-20 | 56:8 | Szkocja U-20                           | Monks Lane, Newbury Sędzia: David Jones |
| 11 marca 201120:00 | Elliot Daly 15 (3P) George Ford 16 (8pd) Alex Gray 10 (2P) Christian Wade 5 (P) Rob Buchanan 5 (P) Mako Vunipola 5 (P) | 56:8 | Harry Leonard 3 (K) Robin Hislop 5 (P) | Monks Lane, Newbury Sędzia: David Jones |

| 18 marca 201119:30 | Francja U-20 | 29:22 | Walia U-20                                        | Stadium Municipal, Albi Widzów: 4500 Sędzia: J. Rita |
| 18 marca 201119:30 | Marvin O’Connor 5 (P) Yann Lesgourgues 5 (P) Jean-Marc Doussain 13 (2pd 3K) Jean-Pascal Barraque 3 (K) Jules Plisson 3 (dg) | 29:22 | Harry Robinson 5 (P) Matthew Morgan 17 (pd dg 4K) | Stadium Municipal, Albi Widzów: 4500 Sędzia: J. Rita |

| 18 marca 201119:30 | Szkocja U-20                             | 7:9 | Włochy U-20          | Bridgehaugh Park, Stirling Sędzia: David Wilkinson |
| 18 marca 201119:30 | Mike Doneghan 5 (P) Harry Leonard 2 (pd) | 7:9 | Marco Gennari 9 (3K) | Bridgehaugh Park, Stirling Sędzia: David Wilkinson |

| 18 marca 201119:45 | Irlandia U-20                                              | 15:46 | Anglia U-20 | Dubarry Park, Athlone Sędzia: Mathieu Raynal |
| 18 marca 201119:45 | Shane Buckley 5 (P) David Doyle 5 (P) JJ Hanrahan 5 (pd K) | 15:46 | Charlie Matthews 5 (P) Ryan Mills 5 (P) Matt Kvesic 5 (P) Mike Haywood 5 (P) Andy Short 5 (P) Alex Gray 5 (P) George Ford 16 (5pd 2K) | Dubarry Park, Athlone Sędzia: Mathieu Raynal |